# USP12
USP12 (англ. Ubiquitin specific peptidase 12) – білок, який кодується однойменним геном, розташованим у людей на 13-й хромосомі. Довжина поліпептидного ланцюга білка становить 370 амінокислот, а молекулярна маса — 42 858.
| 10         |  | 20         |  | 30         |  | 40         |  | 50         |
| ---------- |  | ---------- |  | ---------- |  | ---------- |  | ---------- |
| MEILMTVSKF |  | ASICTMGANA |  | SALEKEIGPE |  | QFPVNEHYFG |  | LVNFGNTCYC |
| NSVLQALYFC |  | RPFREKVLAY |  | KSQPRKKESL |  | LTCLADLFHS |  | IATQKKKVGV |
| IPPKKFITRL |  | RKENELFDNY |  | MQQDAHEFLN |  | YLLNTIADIL |  | QEERKQEKQN |
| GRLPNGNIDN |  | ENNNSTPDPT |  | WVHEIFQGTL |  | TNETRCLTCE |  | TISSKDEDFL |
| DLSVDVEQNT |  | SITHCLRGFS |  | NTETLCSEYK |  | YYCEECRSKQ |  | EAHKRMKVKK |
| LPMILALHLK |  | RFKYMDQLHR |  | YTKLSYRVVF |  | PLELRLFNTS |  | GDATNPDRMY |
| DLVAVVVHCG |  | SGPNRGHYIA |  | IVKSHDFWLL |  | FDDDIVEKID |  | AQAIEEFYGL |
| TSDISKNSES |  | GYILFYQSRD |  |            |  |            |  |            |

A: Аланін

C: Цистеїн

D: Аспарагінова кислота

E: Глутамінова кислота

F: Фенілаланін

G: Гліцин

H: Гістидин

I: Ізолейцин

K: Лізин

L: Лейцин

M: Метіонін

N: Аспарагін

P: Пролін

Q: Глутамін

R: Аргінін

S: Серин

T: Треонін

V: Валін

W: Триптофан

Кодований геном білок за функціями належить до гідролаз, протеаз, тіолових протеаз. 
Задіяний у такому біологічному процесі, як убіквітинування білків. 
Білок має сайт для зв'язування з іонами металів, іоном цинку. 